# De figuris Veneris

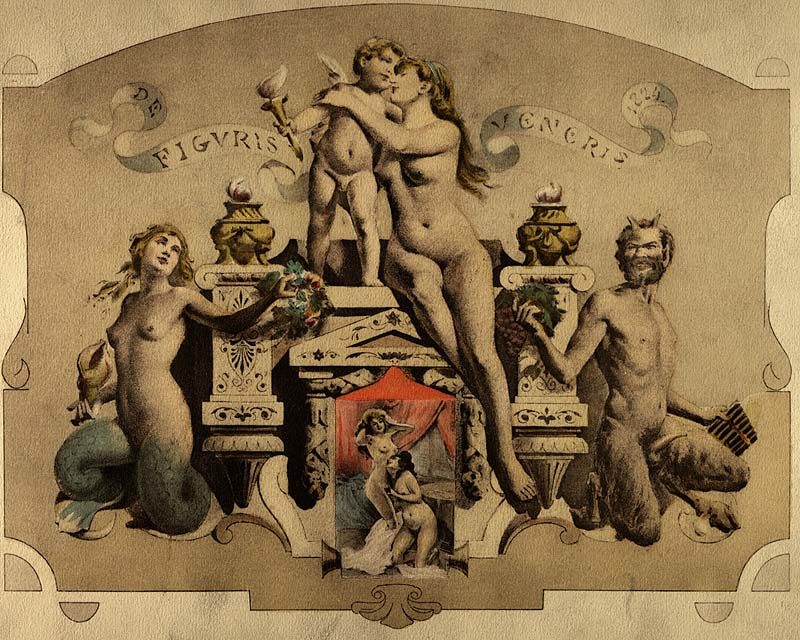
Een van Avrils illustraties voor De figuris Veneris

De figuris Veneris – Latijn voor: “Over de vormen van Venus” – is het gepubliceerde commentaar dat de Duitse filosoof en psycholoog Friedrich Karl Forberg op het boek Hermaphroditus gaf.

## Hermaphroditus
Antonii Panormitae Hermaphroditus – Latijn voor: “Antonio Palermo’s boek Hermaphroditus” – is een erotisch geschrift uit 1425 van Antonio Beccadelli. Panormitae staat voor dat hij uit Palermo kwam. Het literaire werk is een verzameling van 81 erotische epigrammen die in onverbloemde taal is neergezet .

## Het commentaar
Forberg becommentarieerde de Hermaphroditus in het Latijn en Grieks. Deze werd in 1824 voor het eerst gepubliceerd als “De figuris Veneris”, een bloemlezing van Antonio Beccadelli's oude Griekse en Romeinse geschriften over erotische onderwerpen. De erotiek in dit handboek, waaronder vele seksuele posities, zijn hierin verzameld en thematisch geclassificeerd. Het wordt als een wetenschappelijk standaardwerk gezien.
In 1899 is het werk in het Engels gepubliceerd door Charles Carrington als “De figuris Veneris, Manual of classical erotology” en later in 1907 nogmaals door Charles Hirsch.
Het werk kreeg in 1906 een Franse vertaling “De figuris Veneris, Manuel d’érotologie classique”. Een bepaalde versie werd voorzien van illustraties door Édouard-Henri Avril, met hierin een lijst van 95 seksuele posities.
Er zijn uit die tijd ook Duitse vertalingen van het werk.